# Halid Ziya Uşaklıgil

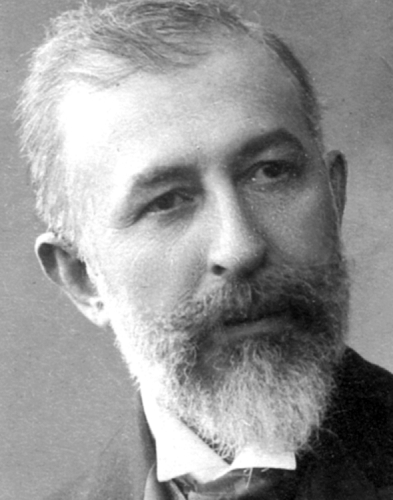
Halid Ziya Uşaklıgil

Halid Ziya Uşaklıgil (auch Halit Ziya Uşaklıgil geschrieben; * 1866 in Istanbul; † 27. März 1945 ebenda) war ein türkischer Schriftsteller.

## Leben
Nach seiner Mittelschulzeit in Istanbul zog seine aus Uşak stammende Familie nach İzmir, dem historischen Smyrna, wo er auf dem armenischen Gymnasium seinen Abschluss machte. Dort unterrichtete er später Französisch und arbeitete als Bankbeamter. In dieser Zeit erschienen seine ersten Übersetzungen französischer Romane, die bei der Europäisierung der türkischen Literatur eine wichtige Rolle spielten.
Ab 1884 gab er zusammen mit Tevfik Nevzat die Literaturzeitung Nevruz (‚Neujahr‘) heraus, 1886 gründete er die Zeitung Hikmet (‚Weisheit‘). In diesen publizierte er seine ersten Romane und Kurzgeschichten. 1893 ging er als Beamter nach İstanbul zurück, wo er schnell Kontakte zu literarischen Kreisen schloss. Seine neuen Werke veröffentlichte er ab 1896 in der bedeutendsten türkischen Literaturzeitschrift Servet-i Fünûn (‚Schatz des Wissens‘). Zu Beginn des 20. Jahrhunderts kam es zu einer Veröffentlichungspause, nachdem die Zensur den Abdruck seines Romans Kırık Hayatlar in Servet-i fünûn behindert hatte. In der Zwischenzeit arbeitete er als Diplomat, Literaturprofessor und Beamter des Sultans. Nachdem 1923 sein letzter Roman in Gänze publiziert wurde, schrieb er keine weiteren Romane, sondern vor allem Kurzgeschichten, ein Theaterstück sowie mehrere autobiographische Werke.

## Werk
Das Werk Uşaklıgils ist eng angelehnt an die Französische Romantik; die meisten Romane handeln von unerfüllter Liebe. Sprachlich grenzt er sich von der herkömmlichen türkischen Literatur mit ihrem engen Rahmen ab und schafft mit persischen und arabischen Lehnwörtern eine eigene Kunstsprache. Mit seinem großen Roman Aşk-ı Memnu von 1899/1900 ändert er seinen Stil, versucht volksnaher zu schreiben und nähert sich dem Naturalismus an. Diese stilistische Wandlung macht ihn zu einem der bedeutendsten Neuerer der türkischen Literatur. Auch gilt Uşaklıgil in der Türkei als erster Schriftsteller, der in einem westlichen Stil schrieb. Als Beispiel dafür kann man den Realismus seiner Geschichte Kar Yağarken (dt.: ‚Als Schnee fiel‘) sehen.
Der Spiegel hat 2007 seinen auf Deutsch erschienenen Roman Verbotene Lieben als Glanzstück psychologischer Prosa bezeichnet. Elke Schmitter kommentierte: Würden Beitrittsverhandlungen der Türkei zur EU mit den Mitteln der Literatur geführt, dann wäre die Sache durch Uşakligils Verbotene Lieben – 1900, im Jahr vor den Buddenbrooks erschienen – selbstverständlich entschieden.

### Weitere bedeutende Werke
- Nemide (‚Die Hoffnungslose‘, 1889)
- Bir ölünün defteri (‚Das Tagebuch eines Toten‘,1889)
- Mavi ve Siyah (‚Blau und Schwarz‘, 1897)
- Aşk-ı memnu (‚Verbotene Lieben‘, 1900)
- Solgun Demet (‚Der verwelkte Strauss‘, 1901)
- Bir yazın tarihi (‚Geschichte eines Sommers‘, 1900)
- Kabus (‚Der Alptraum‘, 1918)

## Ehrungen und Trivia
In der Stadt Uşak wurde eine Schule nach ihm benannt.
Uşaklıgil war der Onkel von Mustafa Kemal Atatürks Ehefrau Latife Uşşaki.

## Veröffentlichungen in deutscher Übersetzung
- Halid Ziya Uşaklıgil: Verbotene Lieben. Unionsverlag, 2007, ISBN 978-3-293-10009-1
- Tagebuch eines Toten. Roman (übers. Habib Edib). Verlag „Der Neue Orient“, Berlin 1918 (Hrsg. Nachrichtenstelle für den Orient)
- M. R. Kaufmann (Hrsg.): Türkische Erzählungen. Delphin, München 1916, darin enthalten die Übersetzung von fünf Kurzgeschichten von Halid Ziya:
  - Die schwarze Sklavin (deutsch von Friedrich Schrader)
  - Wenn es schneit (deutsch von Essad Fuad)
  - Alis Wagen (deutsch von Max Rudolf Kaufmann)
  - Im Dienste der Mahalle (deutsch von Friedrich Schrader)
  - Lebensmüde (deutsch von Seid Memun Abul Fadl)
  - Blau und Schwarz (deutsch von Aylin Piskin)